# Roderick MacKinnon
Roderick MacKinnon, född 19 februari 1956 i Burlington utanför Boston, är en amerikansk neurovetenskaplig forskare och nobelpristagare i kemi (2003). Han tilldelades priset "för strukturella och mekanistiska studier av jonkanaler". Han delade prissumman med sin landsman Peter Agre.
MacKinnon blev medicine doktor 1982 vid Tufts Medical School i Boston. Han är professor i molekylär neurobiologi och biofysik vid Rockefeller University i New York.
MacKinnon har lyckats bestämma rymdstrukturen hos en jonkanal, närmare bestämt en kaliumkanal. Tack vare denna insats kan vi nu förstå hur joner strömmar genom dessa kanaler, som kan öppnas och stängas med hjälp av olika signaler i cellen.
1999 tilldelades han Albert Lasker Basic Medical Research Award.